# Théorème de Poincaré-Bertrand
Le théorème de Poincaré-Bertrand concerne le réarrangement des termes pour le calcul de certaines intégrales impropres. Il a été établi par Henri Poincaré et Gaston Bertrand,, ainsi que par Godfrey Harold Hardy.

## Énoncé
Soit Γ une courbe fermée ou ouverte dans le plan complexe, soit f (τ,τ') une fonction définie sur Γ (généralement de valeur complexe) et continue au sens de Hölder par rapport à τ et τ', et soit t un point sur Γ sauf une extrémité si Γ est ouvert, alors
{\displaystyle {\text{v.p.}}\int _{\Gamma }{\frac {\mathrm {d} \tau }{\tau -t}}\;\times \;{\text{v.p.}}\int _{\Gamma }{\frac {f(\tau ,\tau ')}{\tau '-\tau }}\mathrm {d} \tau '=-\pi ^{2}f(t,t)+{\text{v.p.}}\int _{\Gamma }\mathrm {d} \tau '\int _{\Gamma }{\frac {f(\tau ,\tau ')}{(\tau -t)(\tau '-\tau )}}\mathrm {d} \tau }
où v.p. est la valeur principale de Cauchy
Dans le cas particulier d'une fonction f(τ) dépendant d'une seule variable et définie sur une courbe fermée alors
{\displaystyle {\text{v.p.}}\int _{\Gamma }{\frac {\mathrm {d} \tau }{\tau -t}}\;{\text{v.p.}}\int _{\Gamma }{\frac {f(\tau ')}{\tau '-\tau }}\mathrm {d} \tau '=-\pi ^{2}f(t)}
Cette expression est valide pour tout t si f est continue au sens de Hölder ou presque tout t si f ∈ Lp,  p > 1